# لورا آن جاكوبس
لورا آن جاكوبس (بالإنجليزية: Laura Ann Jacobs)‏ هي فنانة أمريكية، ولدت في 1 مارس 1960.